# やさしくなりたい (斉藤和義の曲)
「やさしくなりたい」は、2011年11月2日にSPEEDSTAR RECORDSから発売された斉藤和義39作目のシングル。

## 解説
前作「ずっと好きだった」から1年半振りのリリースで2011年唯一のシングル。表題曲「やさしくなりたい」は、視聴率40%超えを果たした日本テレビ系水曜ドラマ『家政婦のミタ』主題歌。2曲目「あいされたいやつらのひとりごと」は、読売テレビ・日本テレビ系のトークバラエティ番組『にけつッ!!』のオープニングテーマ に起用された。民放でのテレビドラマ主題歌は初。3曲目は、2011年8月31日放送「USTREAM Live at studioJIVE」の模様を収録。表題曲はPVが制作されている。内容は前作「ずっと好きだった」同様ビートルズのライブ公演のオマージュであり、今回は自身の誕生日の8日後の1966年6月30日に日本武道館で行われたライブを再現。出演者は前作「ずっと好きだった」と同じ。異なる点は前回ポール・マッカートニー役を務めた斉藤がジョン・レノン役に替わり、前回ジョン役を務めたリリー・フランキーがポール役に替わったこと。ジョージ・ハリスン役とリンゴ・スター役には前回に引き続き2丁拳銃小堀裕之・濱田岳をそれぞれ配している。他には今回新たに同公演で司会を進行したE・H・エリック役に甥である岡田眞善を迎えている。舞台装置やセットは、実物が見つからなかったVOX社製のアンプ以外は忠実に再現されている。2013年12月31日に放送された『ダウンタウンのガキの使いやあらへんで大晦日SP絶対に笑ってはいけない地球防衛軍24時』では恒例となっているエンディング曲を斉藤本人が替歌でリテイクした。なお、「やさしくなりたい」はKONAMIの音楽ゲーム「jubeat」にも収録されている。

### 主な記録
2011年11月14日付のオリコン週間シングルチャートで6位を獲得し自己最高位を更新した。初動売上は1.5万枚であり前作とほぼ同水準売上となった。なお、自身のシングル作品が週間チャートでTOP10入りを果たすのは、前作から2作連続であり通算3作目となった。
オリコンデイリーチャートでは11月1日、11月5日、11月6日付で8位、11月2日、11月7日付で7位、11月3日付で最高位の5位、11月4日付で6位を獲得し7日連続デイリーチャートTOP10入りを果たした。
オリコン月間シングルチャートでは、2011年11月度のチャートで24位を獲得。斉藤の作品が月間チャートにランクインを果たすのは前作「ずっと好きだった」から2作連続。推定売上枚数は3.3万枚を記録した。
2011年11月21日付のBillboard JAPAN HOT 100で3位、11月14日付のBillboard JAPAN Hot Singles Salesで6位、11月14日、11月21日付のBillboard JAPAN Hot Top Airplayで4位、11月14日、11月28日付のBillboard JAPAN Adult Contemporary Airplayで首位を獲得した。また、日本レコード協会から2011年11月度のPC配信部門でゴールド認定を受けた。
2011年11月12日付のFRIDAY SUPER COUNTDOWN 50では29位、2011年10月31日から11月6日調査分のサウンドスキャンの週間シングルCDソフトTOP20では10位、2011年11月12日放送分のCOUNT DOWN TV内のThis Week's TOP 100では6位を獲得した。
『家政婦のミタ』の最終回の放送終了後からダウンロード数が急増し、レコチョクデイリーランキングで配信スタートから約2ヵ月を経て初の1位を獲得した。着うた含む総ダウンロード数で100万に達していたが、フル配信での100万件は2014年2月度に達成した。斉藤としては初の記録である。
CD累計売上枚数も10万枚を越え、現在斉藤の全シングルの中で最多の売上である。

### その他
2019年10月28日～11月3日放送のKBS京都「京都・時の証言者」で2011年のBGMとして使用。

## 批評・賞賛
hotexpressの山本純は「“歌うたい”によるメッセージはシンプルだけど、自分の中にひっそりと横たわっている大事なモノを確かに呼び覚ましてくれた。」と評した。
また『家政婦のミタ』の主題歌として第71回ザテレビジョンドラマアカデミー賞の「ドラマソング賞」を受賞している。

## 収録曲
全作詞・作曲・編曲：斉藤和義 （特記以外）　
1. やさしくなりたい [5:21]
  - 日本テレビ系水曜ドラマ『家政婦のミタ』主題歌
  - 斉藤はドラマを意識して曲を制作したと語っている。また斉藤は『家政婦のミタ』の脚本を手掛けている遊川和彦のドラマ『リミット -刑事の現場2-』の主題歌として『愛の灯』を提供している。
  - 音楽ゲーム「jubeat」(KONAMI)収録曲
2. あいされたいやつらのひとりごと [2:53]
  - 作曲：斉藤和義・中村達也・秋田ゴールドマン
  - 読売テレビ・日本テレビ系バラエティ番組『にけつッ!!』オープニングテーマ
  - Instrumental
3. ウサギとカメ（USTREAM Live at studio JIVE 2011.8.31）[5:12]

## カバー
- やさしくなりたい
  - サザンオールスターズの桑田佳祐が2013年のAAAイベント『昭和八十八年度!第二回ひとり紅白歌合戦』でカバー。
  - 中森明菜が2016年にカバーアルバム『Belie』でカバー。